# 6e cérémonie des Visual Effects Society Awards
 (juin 2020).
Si vous disposez d'ouvrages ou d'articles de référence ou si vous connaissez des sites web de qualité traitant du thème abordé ici, merci de compléter l'article en donnant les références utiles à sa vérifiabilité et en les liant à la section « Notes et références ».
La 6e cérémonie des Visual Effects Society Awards (VES Awards), organisée par la Visual Effects Society, a eu lieu le 10 février 2008 et à récompenser les meilleurs effets visuels de l'année 2007

## Palmarès

### Meilleur effets visuels dans un film en prise de vues réelles
- À la croisée des mondes : La Boussole d'or
- Je suis une légende
- Pirates des Caraïbes : Jusqu'au bout du monde

### Meilleurs effets visuels dans un film axé sur les effets
- Transformers – Scott Benza, Russell Earl, Scott Farrar et Shari Hanson
  - Spider-Man 3 – Scott Stokdyk, Terry Clotiaux, Peter Nofz et Spencer Cook
  - Pirates des Caraïbes : Jusqu'au bout du monde (Pirates of the Caribbean: At World's End) – Jill Brooks, Charlie Gibson, Hal T. Hickel et John Knoll

### Meilleur effet visuel de l'année
- Transformers – séquence de l'autoroute du désert – Scott Farrar, Shari Hanson, Mike Jamieson et Shawn Kelly
  - Pirates des Caraïbes : Jusqu'au bout du monde (Pirates of the Caribbean: At World's End) – séquence du duel Jack et Davy – Jill Brooks, John Knoll, François Lambert et Philippe Rebours
  - Spider-Man 3 – séquence de la naissance de l'Homme-sable – Scott Stokdyk, Terry Clotiaux, Spencer Cook, Douglas Bloom

### Meilleur effets visuels secondaire dans un film
- Ratatouille
  - Les Cerfs-volants de Kaboul (The Kite Runner) – David Ebner, Leif Einarsson, Les G. Jones et Todd Sheridan Perry
  - La nuit nous appartient
  - Les Rois du patin (Blades of Glory) – Mark Breakspear, Shauna Bryan, Kody Sabourin et Randy Starr
  - Zodiac

### Meilleur effet visuel dans tout type de médium
- 300 pour la scène avec le cheval fou
- Pirates des Caraïbes : Jusqu'au bout du monde pour le duel entre Jack et Davy
- Les Rois de la glisse pour les effets de vagues

### Meilleur personnage animé dans un film enprise de vue réelle
- Davy Jones dans Pirates des Caraïbes : Jusqu'au bout du monde (Pirates of the Caribbean: At World's End) – Marc Chu, Hal T. Hickel, Maia Kayser et Jakub Pistecky
  - L'Homme-sable dans Spider-Man 3 – Chris Y. Yang, Bernd Angerer, Dominick Cecere, Remington Scott
  - Je suis une légende
  - Optimus Prime dans Transformers – Rick O'Connor, Doug Sutton, Jeff White et Keiji Yamaguchi
  - Pip l’écureuil dans Il était une fois

### Meilleur personnage animé dans un film d'animation
- Colette dans Ratatouille
  - Beowulf dans La légende de Beowulf
  - Chicken Joe dans Les Rois de la glisse
  - Cody dans Les Rois de la glisse
  - le Roi Harold dans Shrek le troisième

### Meilleurs effets dans un film d'animation
- Ratatouille pour la nourriture
  - La légende de Beowulf pour la poursuite du Dragon
  - Shrek le troisième
  - Ratatouille pour les rapides dans les canalisations
  - Les Rois de la glisse pour les vagues

### Meilleur environnement fictif dans un film enprise de vues réelles
- Pirates des Caraïbes : Jusqu'au bout du monde (Pirates of the Caribbean: At World's End) – Joakim Arnesson, David Meny, Frank Losasso Petterson et Paul Sharpe – pour le Maelström
  - Harry Potter et l'Ordre du Phoenix – pour le mur des prophéties
  - Je suis une légende – pour la chasse sur Time Square
  - Rush Hour 3
  - Sweeney Todd : Le diabolique barbier de Fleet Street – pour le Old Bailey
  - Zodiac – pour le taxi dans les rues de Washington

### Meilleure modèle et maquette dans un film
- Transformers – Dave Fogler, Brian Gernand, Alex Jaeger et Ron Woodall
  - Harry Potter et l'Ordre du Phoenix (Harry Potter and the Order of the Phoenix) – séquence de l'école de Poudlard – José Granell et Nigel Stone
  - Die Hard 4 : Retour en enfer (Live Free or Die Hard) – séquence de la poursuite sur l'autoroute et du F35 – Scott Beverly, John P. Cazin, Ian Hunter et Scott Schneider
  - Pirates des Caraïbes : Jusqu'au bout du monde (Pirates of the Caribbean: At World's End) – séquence des différents navires – Kenneth Bailey, Geoff Heron, Bruce Holcomb et Carl Miller
  - Spider-Man 3 – séquences des effets de destruction de bâtiment/grue – Scott Beverly, Forest P. Fischer, Ian Hunter et Ray Moore

### Meilleurcompositingdans un film
- Transformers – Beth D'Amato, Michael Conte, Patrick Tubach et Todd Vaziri
  - Je suis une légende pour la scène d'évacuation
  - Pirates des Caraïbes : Jusqu'au bout du monde (Pirates of the Caribbean: At World's End) – Shawn Hillier, Jen Howard, Katrin Klaiber et Eddie Pasquarello
  - Pirates des Caraïbes : Jusqu'au bout du monde (Pirates of the Caribbean: At World's End) pour la mort de Beckett – Ted Andre, Joel Behrens, Kevin Lingenfelser et Lou Pecora
  - Le Dragon des mers : La Dernière Légende pour Crusoe

### Meilleurs effets visuels dans une série TV
- Fight For Life pour l'épisode Prime of Life
  - BattleStar Galactica pour l'épisode Ouragan
  - Doctor Who pour l'épisode Le Dernier Seigneur du temps
  - Heroes pour l'épisode Quatre Mois plus tard
  - Stargate Atlantis pour l'épisode À la dérive

### Meilleurs effets visuels dans un programme TV
- Rome pour l'épisode La Liste d'Octave
  - Drive pour l'épisode The Starting Line
  - Grey's Anatomy pour l'épisode Tous sur le pont
  - Marie Antoinette
  - Pushing Daisies pour l'épisode pilote

### Meilleurs effets visuels dans une mini-série, un téléfilm ou un épisode spécial
- Battlestar Galactica: Razor
  - Ben 10 : Course contre-la-montre
  - Une croisière autour de la Terre
  - Race to Mars
  - Deux princesses pour un royaume

### Meilleurs effets visuels dans une publicité
- Smirnoff pour Sea
  - Bacardi pour Bacardie Sun
  - BMW pour Hydrogen
  - BMW pour Road
  - Zune pour Ballad of Tina Pink

### Meilleur personnage animé dans un programme TV, un clip vidéo ou une publicité
- Fatlip Shots dans The Chemical Brothers
  - Paper dans AMP
  - Ben 10 : Course contre-la-montre
  - Doctor Who pour l'épisode Le Dernier Seigneur du temps
  - Nick Cutter et les Portes du temps pour l'épisode L'ultime traversée
  - Stress Monster dans Propel

### Meilleure environnement fictif dans un programme TV, un clip vidéo ou une publicité
- Enterre mon cœur à Wounded Knee
  - Smallville pour la ville de Metropolis
  - Subaru pour Peel Out
  - Deux princesses pour un royaume pour l'épisode Night One
  - Ugly Betty pour Rendez-vous galants

### Meilleure matte painting dans une publicité, un clip ou un programme TV
- Halo 3 pour Believe Campaign

### Meilleur compositing dans une publicité, un clip ou un programme TV
- Nike pour Leave Nothing
  - Levi's pour Change
  - Smallville pour l'épisode L'Épreuve
  - Smallville pour l'épisode Les cinq fantastiques
  - Deux princesses pour un royaume pour l'épisode Night One

### Meilleurs visuels en temps réel dans un jeu vidéo
- Halo 3
  - Crysis
  - Mass Effect
  - Need for Speed : ProStreet
  - Team Fortress 2

### Meilleures cinématiques dans un jeu vidéo
- World of Warcraft : The Burning Crusade
  - Command & Conquer 3 : Les Guerres du Tiberium
  - Hellgate : London
  - The Witcher

### Meilleurs effets visuels dans un projet physique spécial
- Sea Monsters
  - Dinosaurs: Giants of Patagonia
  - Monsters, Inc. : Laugh Floor

## Spécials

### Lifetime Achievement Award
- Steven Spielberg